# Casă plină (film din 1952)
Casă plină (titlu original: O. Henry's Full House) este un film american din 1952 care este format din cinci segmente, fiecare bazat pe o povestire scurtă de O. Henry. Este regizat de Henry Koster, Henry Hathaway, Jean Negulesco, Howard Hawks și Henry King. Rolurile principale au fost interpretate de actorii Fred Allen, Anne Baxter, Jeanne Crain, Farley Granger,Charles Laughton, Oscar Levant, Marilyn Monroe, Jean Peters, Gregory Ratoff, Dale Robertson, David Wayne și Richard Widmark. Narator este scriitorul american John Steinbeck, acesta ne prezintă cinci povestiri scrise de O. Henry în perioada în care a trăit la New York NYC (1902-1910): "The Cop and the Anthem", "The Clarion Call", "The Last Leaf", "The Ransom of Red Chief" și "The Gift of the Magi".

## Prezentare

### "The Cop and the Anthem"
Segmentul Polițistul și imnul (bisericesc) este regizat de Henry Koster, după un scenariu de Lamar Trotti, cu Charles Laughton, Marilyn Monroe și David Wayne în rolurile principale.
Un vagabond își dorește ca iarna, în fiecare an, să stea la pușcărie decât afară în frig. De data aceasta toate încercările sale de a fi prins și arestat sunt zadarnice. Seara ajunge într-o biserică din care iese ca un om renăscut: se hotărăște ca de a doua zi să-și caute de lucru și o locuință. Dar tocmai atunci este arestat de un polițist pentru vagabondaj, dus la tribunal și închis pentru trei luni.

### "The Clarion Call"
Regizat de Henry Hathaway, după un scenariu de Richard L. Breen, cu Dale Robertson și Richard Widmark în rolurile principale.
Un polițist se întâlnește cu un vechi prieten după ce găsește creionul acestuia la locul unei crime. Creionul fiind un premiu pe care l-au primit mai demult pentru muzică. Din cauza unei datorii de 1000 de dolari față de acesta și, deci, a unei greșeli din trecut, nu-l poate aresta. Totul se rezolvă însă când în ziarul "The Clarion Call" citește un anunț că se dau 1000 de dolari celui care va ajuta cu informații la arestarea criminalului.

### "The Last Leaf"
Segmentul Ultima frunză este regizat de Jean Negulesco, după un scenariu de Ivan Goff și Ben Roberts, cu Anne Baxter, Jean Peters și Gregory Ratoff în rolurile principale.
O tânără se îmbolnăvește de pneumonie și crede că viața ei se va sfârși când va cădea ultima frunză a plantei de pe clădirea de vizavi. Un pictor bătrân își găsește sfârșitul afară în zăpadă după ce pictează noaptea pe perete o frunză pentru a încuraja fata.

### "The Ransom of Red Chief"
Segmentul Răscumpărarea Șefului-Roșu este regizat de Howard Hawks, după un scenariu de Ben Hecht, Nunnally Johnson și Charles Lederer, cu Fred Allen, Oscar Levant și Lee Aaker în rolurile principale.
Doi infractori fără scrupule plănuiesc să răpească un băiat de la țară pentru a cere recompensă tatălui acestuia. Dar cei doi sfârșesc prin a plăti ei bani pentru a scăpa de băiatul care este foarte neastâmpărat.

### "The Gift of the Magi"
Segmentul Darurile Magilor este regizat de Henry King, după un scenariu de Walter Bullock, cu Jeanne Crain și Farley Granger în rolurile principale.
De Crăciun, pentru a face cadou soțului un lănțișor de platină pentru ceasul special al acestuia, o tânără femeie își taie și vinde părul. Între timp, soțul, care nu mai primește prima de Crăciun pentru a-i cumpăra soției o haină din blană de focă, își vinde ceasul pentru a-i dărui piepteni de păr!

## Distribuție
În  ordinea apariției pe generic:
- Fred Allen - Sam 'Slick' Brown, segmentul 4
- Anne Baxter - Joanna Goodwin, segmentul 3
- Jeanne Crain - Della, segmentul 5
- Farley Granger - Jim, segmentul 5
- Charles Laughton - Soapy, segmentul  1
- Oscar Levant - Bill Peoria, segmentul  4
- Marilyn Monroe - femeia de pe stradă, segmentul 1
- Jean Peters - Susan Goodwin, segmentul 3
- Gregory Ratoff - d-l. Behrman, segmentul 3
- Dale Robertson - Barney Woods, segmentul 2
- David Wayne - Horace, segmentul 1
- Richard Widmark - Johnny Kernan, segmentul 2

Cu (în alte roluri):
- Richard Garrick - segmentul 3
- Kathleen Freeman - segmentul 4
- Philip Tonge - segmentul 1